# Алфонс Баварски
Алфонс Баварски, с рождено име Алфонс Мария Франц фон Асиси Клеменс Максимилиан/Макс Емануел Баварски (на немски: Alfons Prinz von Bayern; Alfons Maria Franz von Assisi Klemens Maximilian/Max Emanuel von Bayern; * 24 януари 1862, Мюнхен; † 8 януари 1933, дворец Нимфенбург, Мюнхен) от династията на Вителсбахите, е принц на Кралство Бавария и генерал на кавалерията.

## Живот
Той е вторият син на принц Адалберт Баварски (1828 – 1875) и съпругата му Амалия дел Пилар Борбонска (1834 – 1905), инфанта на Испания, внучка на испанския крал Карлос IV, дъщеря на херцог Франциско де Паула де Борбон, херцог на Кадиц, и принцеса Луиза Карлота от Неапол-Сицилия. Внук е на баварския крал Лудвиг I и принцеса Тереза от Саксония-Хилдбургхаузен (Принцовата сватба). Баща му е брат на крал Максимилиан II Йозеф Баварски, крал Ото I от Гърция и принцрегент Луитполд Баварски. По-малък брат е на Лудвиг Фердинанд Баварски (1859 – 1949), лекар, генерал.
След гимназията и университета Алфонс влиза през 1880 г. като лейтенант в баварската войска.
На 15 април 1891 г. в дворцовата църква на дворец Нимфенбург в Мюнхен Алфонс се жени за втората си братовчедка принцеса Луиза Виктория Мария Амелия София Орлеанска (* 9 юли 1869, Буши Парк; † 4 февруари 1952, Мюнхен), дъщеря на принц Фердинанд Филип Орлеански, херцог Аленсонски (1844 – 1910) и принцеса София Шарлота Августа Баварска (1847 – 1897), дъщеря на херцог Максимилиан Йозеф Баварски (1808 – 1888) и Лудовика Баварска (1808 – 1892). Луиза Виктория е правнучка на последния френски крал Луи Филип I. Алфонс трябва първо да се ожени за Мария Валерия Австрийска, братовчедката на Луиза Виктория, но първата им среща била толкова скучна, така че не се стига до сватба.
През 1899 Алфонс става генерал-майор, 1901 г. генерал-лейтенант и 1905 г. генерал на кавалерията. През 1906 г. получава рицарския Орден на Златното руно.
Умира на 8 януари 1933 г. на 70 години в Мюнхен и е погребан в гробницата на Вителсбахите в църквата Св. Михаел в Мюнхен.

## Фамилия
Алфонс Баварски и Луиза Виктория Орлеанска имат две деца:
- Йозеф Клеменс Мария Фердинанд Лудвиг Антон Августин Алфонс Алто Франц фон Залес Филип Нериус (* 25 май 1902; † 8 януари 1990), историк по изкуство, неженен
- Елизабет Мария Анна Хенриета Йозефа София Амалия Фердинанда Лудовика Антония Терезия Кресценция Ала Гхислана (* 10 октомври 1913, Мюнхен; † 3 март 2005), омъжена I. на 6 май 1939 г. в Нимфенбург за граф Франц Йозеф Антониус Михаел Хайнрих Хубертус Мария фон Кагенек (* 8 януари 1915, Берлин; † 29 декември 1941, Старица, Русия, в акция), II. цивилно на 9 май 1944 г. във Франкфурт на Одер, и църковно на 6 юни 1944 г. (развод 13 август 1953), за Ернст Кустнер (* 18 юни 1920, Ханау ам Майн)

- Луиза Виктория Орлеанска ок. 1891, Розенхайм
- Луиза Виктория Орлеанска
- Дъщеря му Елизабет Мария Баварска